# مايك كاثر
مايك كاثر (بالإنجليزية: Mike Cather)‏ هو لاعب كرة قاعدة أمريكي، ولد في 17 ديسمبر 1970 في سان دييغو في الولايات المتحدة.

## وصلات خارجية
- مايك كاثر على موقعبيزبول رفرنس.كوم (الدوري الرئيسي) (الإنجليزية)
- مايك كاثر على موقعبيزبول رفرنس.كوم (الدوري الثانوي) (الإنجليزية)